# 岩根橋駅
岩根橋駅（いわねばしえき）は、岩手県遠野市宮守町下宮守にある、東日本旅客鉄道（JR東日本）釜石線の駅である。

## 歴史
花巻と釜石を鉄道連絡することを目指して建設された岩手軽便鉄道により1914年（大正3年）12月15日に晴山 - 岩根橋間延伸と共に終点駅として開業した。当初は762ミリメートル特殊狭軌の軽便鉄道であった。1915年（大正4年）11月23日に柏木平駅まで開通して岩手軽便鉄道が全通し、当駅は中間駅となった。1936年（昭和11年）8月1日に国有化されて鉄道省（国鉄）の駅となり、その後は鉄道省標準の1,067ミリメートル軌間への改軌工事が進められた。1943年（昭和18年）9月20日から1,067ミリメートル軌間での運行が開始されている。

### 年表
- 1914年（大正3年）12月15日：岩手軽便鉄道の駅として開業、終点駅[2]。
- 1915年（大正4年）11月23日：柏木平まで延伸開業して中間駅となる、岩手軽便鉄道全通[2]。
- 1936年（昭和11年）8月1日：岩手軽便鉄道の国有化により国鉄釜石線の駅となる[2]。
- 1943年（昭和18年）9月20日：1,067ミリメートル軌間への改軌工事が完成[3]。
- 1944年（昭和19年）10月11日：国鉄釜石東線の開業に伴い、所属の路線名が釜石西線に変更となる[3]。
- 1950年（昭和25年）10月10日：国鉄釜石線の全通により、再び釜石線の駅となる[3]。
- 1982年（昭和57年）11月15日：貨物の取り扱いを廃止[4]。
- 1984年（昭和59年）2月1日：荷物の扱いを廃止[4]。
- 1985年（昭和60年）3月14日：無人化[5]。
- 1987年（昭和62年）4月1日：国鉄分割民営化によりJR東日本の駅となる[3]。
- 2018年（平成30年）6月1日：遠野駅の業務委託化に伴い、北上駅長管理下となる。
- 2024年（令和6年）10月1日：えきねっとQチケのサービスを開始[1][6]。

## 駅構造
単式ホーム1面1線の地上駅である。北上駅管理の無人駅で、側線の跡が残る。

## 駅周辺
- 国道283号
- 岩根橋

## その他
エスペラントによる、「Fervojponto（フェルヴォイポント：鉄道橋）」という愛称がついている。これは当駅の釜石寄りにあるアーチ形の宮守川橋梁（「めがね橋」の異名でも知られる）に由来している。現在のこの橋は改軌時に建設されたもので、岩手軽便鉄道時代の橋脚が1本だけ隣に現存している。また、同じくアーチ形の達曽部（たっそべ）川橋梁も近くにあり、二つの橋はいずれも2002年（平成14年）に土木学会選奨土木遺産に指定された。

## 隣の駅
東日本旅客鉄道（JR東日本）
■釜石線
□快速「はまゆり」
通過
■普通
晴山駅 - 岩根橋駅 - 宮守駅